# Tommaso Paradiso

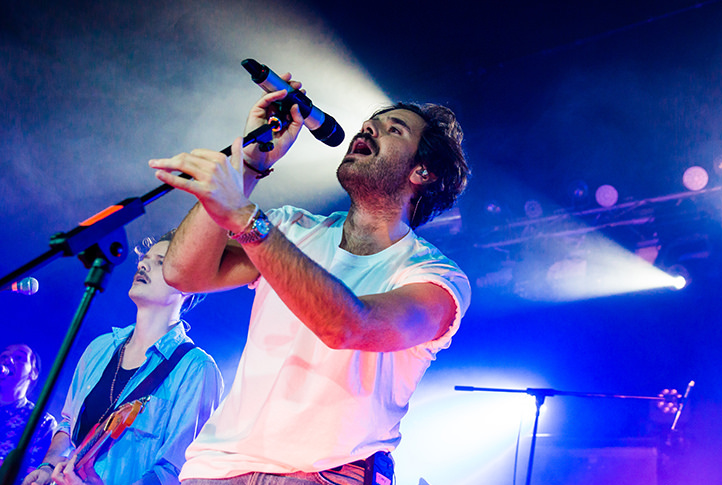
Paradiso 2016 bei einem Auftritt mit Thegiornalisti

Tommaso Paradiso (* 25. Juni 1983 in Rom) ist ein italienischer Cantautore (Liedermacher), der als Frontman der Indie-Band Thegiornalisti bekannt wurde.

## Karriere
Paradiso gründete 2009 die Band Thegiornalisti, mit der er zwischen 2011 und 2018 fünf Alben veröffentlichte. Nach einem Plattenvertrag mit Carosello Records gelang der Band ab 2016 der Mainstream-Durchbruch, vor allem mit dem Sommerhit Riccione, der 2017 die Spitze der italienischen Singlecharts erreichte. Seit 2015 schrieb Paradiso auch Lieder für bekannte italienische Musiker, wie Luca Carboni, Giusy Ferreri oder Gianni Morandi. Mehrfach arbeitete er auch mit dem Produzentenduo Takagi & Ketra zusammen.
Im September 2019 gab Paradiso schließlich seinen Ausstieg aus der Band bekannt und kündigte eine Solokarriere an, die er mit der Veröffentlichung der Single Non avere paura begann.

## Diskografie

### Alben
| Jahr | Titel               | Höchstplatzierung, Gesamtwochen, AuszeichnungChartsChartplatzierungen (Jahr, Titel, Platzierungen, Wochen, Auszeichnungen, Anmerkungen) | Anmerkungen                                           |
| Jahr | Titel               | IT | Anmerkungen                                           |
| ---- | ------------------- | --- | ----------------------------------------------------- |
| 2022 | Space Cowboy        | IT5 Gold · (18 Wo.)IT | Erstveröffentlichung: 3. März 2022 Verkäufe: + 25.000 |
| 2023 | Sensazione stupenda | IT7 (5 Wo.)IT | Erstveröffentlichung: 5. September 2023               |

### Singles
| Jahr | Titel Album                                 | Höchstplatzierung, Gesamtwochen, AuszeichnungChartsChartplatzierungen (Jahr, Titel, Album, Platzierungen, Wochen, Auszeichnungen, Anmerkungen) | Anmerkungen                                                  |
| Jahr | Titel Album                                 | IT | Anmerkungen                                                  |
| ---- | ------------------------------------------- | --- | ------------------------------------------------------------ |
| 2019 | Non avere paura –                           | IT2 ×3Dreifachplatin · (37 Wo.)IT | Erstveröffentlichung: 25. September 2019 Verkäufe: + 210.000 |
| 2020 | I nostri anni –                             | IT6 Gold · (11 Wo.)IT | Erstveröffentlichung: 10. Januar 2020 Verkäufe: + 35.000     |
| 2020 | Ma lo vuoi capire? –                        | IT4 Gold · (9 Wo.)IT | Erstveröffentlichung: 16. April 2020 Verkäufe: + 35.000      |
| 2020 | Ricordami –                                 | IT31 Platin · (18 Wo.)IT | Erstveröffentlichung: 1. September 2020 Verkäufe: + 70.000   |
| 2021 | Magari no Space Cowboy                      | IT47 Platin · (11 Wo.)IT | Erstveröffentlichung: 14. September 2021 Verkäufe: + 100.000 |
| 2022 | Tutte le notti Space Cowboy                 | IT42 Platin · (10 Wo.)IT | Erstveröffentlichung: 22. Februar 2022 Verkäufe: + 100.000   |
| 2022 | Piove in discoteca –                        | IT— GoldIT | Erstveröffentlichung: 26. Mai 2022 Verkäufe: + 50.000        |
| 2023 | Viaggio intorno al sole Sensazione stupenda | IT95 Gold · (1 Wo.)IT | Erstveröffentlichung: 23. März 2023 Verkäufe: + 50.000       |

### Gastbeiträge
| Jahr | Titel Album                    | Höchstplatzierung, Gesamtwochen, AuszeichnungChartsChartplatzierungen (Jahr, Titel, Album, Platzierungen, Wochen, Auszeichnungen, Anmerkungen) | Anmerkungen |
| Jahr | Titel Album                    | IT | Anmerkungen |
| ---- | ------------------------------ | --- | --- |
| 2018 | Da sola / In the Night –       | IT12 Platin · (20 Wo.)IT | Erstveröffentlichung: 12. Januar 2018 Verkäufe: + 50.000; Takagi & Ketra feat. Tommaso Paradiso und Elisa             |
| 2019 | Stanza singola                 | IT8 ×2Doppelplatin · (20 Wo.)IT | Erstveröffentlichung: 18. Januar 2019 Franco126 feat. Tommaso Paradiso Verkäufe: + 140.000                            |
| 2019 | La luna e la gatta –           | IT9 ×2Doppelplatin · (26 Wo.)IT | Erstveröffentlichung: 1. März 2019 Verkäufe: + 100.000; Takagi & Ketra feat. Tommaso Paradiso, Jovanotti und Calcutta |
| 2020 | Andrà tutto bene –             | IT27 (1 Wo.)IT | Erstveröffentlichung: 9. April 2020 Elisa feat. Tommaso Paradiso                                                      |
| 2021 | Ho spento il cielo Taxi Driver | IT13 Platin · (10 Wo.)IT | Erstveröffentlichung: 14. April 2021 Verkäufe: + 70.000; Rkomi feat. Tommaso Paradiso                                 |

## Belege
1. ↑  Alberto Muraro: Tommaso Paradiso annuncia lo scioglimento dei TheGiornalisti: “È stata una fantastica avventura”. 17. September 2019, abgerufen am 13. Dezember 2019.
2. 1 2 3  Archivio classifiche. FIMI, abgerufen am 2. April 2024 (italienisch).
3. 1 2 3 4 5 6 7 8 9 10 11 12 13  Certificazioni. FIMI, abgerufen am 2. April 2024 (italienisch).

| Personendaten    | Personendaten                           |
| ---------------- | --------------------------------------- |
| NAME             | Paradiso, Tommaso                       |
| KURZBESCHREIBUNG | italienischer Cantautore (Liedermacher) |
| GEBURTSDATUM     | 25. Juni 1983                           |
| GEBURTSORT       | Rom                                     |